# رينهولد مونزينبيرغ
رينهولد مونزينبيرغ (بالألمانية: Reinhold Münzenberg)‏ (25 يناير 1909 – 25 يونيو 1986) لاعب كرة قدم ألماني راحل كان يجيد اللعب في خط الدفاع .
لعب طوال مسيرته الرياضية في أندية ألمانيا آخن (1927-1942) هامبورغ (1943-1944) ألمانيا آخن (1945-1951).
مثل منتخب ألمانيا في 41 مباراة (1930-1939). شارك مع منتخب ألمانيا في بطولة كأس العالم 1934 في إيطاليا حيث احتل المركز الثالث و بطولة كأس العالم لكرة القدم 1938 في فرنسا حيث خرج من الدور الأول.

## وصلات خارجية
- رينهولد مونزينبيرغ على موقع قاعدة بيانات كرة القدم.إي يو (الإنجليزية)
- رينهولد مونزينبيرغ على موقع بيانات كرة القدم. دي إي (الألمانية)
- رينهولد مونزينبيرغ على موقع ناشيونال فوتبول تيمز (الإنجليزية)
- رينهولد مونزينبيرغ على موقع Soccerway.com (الإنجليزية)
- رينهولد مونزينبيرغ على موقع عالم كرة القدم.نت (الإنجليزية)
- رينهولد مونزينبيرغ على موقع أوليمبيديا (الإنجليزية)

- سيرة ذاتية